# Remedios Solano Rodríguez
Remedios Solano Rodríguez (* 2. Mai 1969 in Olvera, Andalusien) ist eine spanische Schriftstellerin, Historikerin und Spanischdozentin, die in Deutschland lebt. Sie hat in Spanien mehrere Literaturpreise gewonnen.

## Biografie
Remedios (Remi) Solano Rodríguez hat Kommunikationswissenschaft an der Universität Complutense Madrid in Spanien studiert und ist dort promoviert worden. Sie hat außerdem zeitweise an der Julius-Maximilians-Universität Würzburg und an der Albert-Ludwigs-Universität Freiburg studiert.
Aktuell unterrichtet sie Wirtschaftsspanisch an der privaten Hochschule WHU in Vallendar und Spanisch an der Johannes Gutenberg-Universität Mainz. Sie wohnt mit ihrer Familie in der Nähe von Wiesbaden.

## Werk
In ihren Romanen und Erzählungen thematisiert sie unter anderem den sexuellen Missbrauch in Familien, Misshandlungen von Frauen, den Spanischen Bürgerkrieg und die Nachkriegszeit in Spanien. Als Historikerin hat sie sich auf die deutsch-spanischen Beziehungen zu Beginn des 19. Jahrhunderts spezialisiert.

### Literarisches Werk
2004 erhielt sie mit der Geschichte „Fantasmas“ („Gespenster“) den „3. Premio Nacional de Vivir“, einen mit 6000 Euro dotierten Literaturpreis der „Asociación pro Salud Mental Vivir“ in Cuenca in Spanien. Die Jury betonte die “exzellente Erzählstruktur der Geschichte, die die Mechanismen beim psychischen Abdriften des Protagonisten angemessen erfasst”.
2010 war Solano Rodríguez mit ihren Erzählungen „Huyendo de los Dragones“ („Flucht vor den Drachen“) und „Las pistolas del destino“ („Die Pistolen des Schicksals“) Finalistin beim literarischen Wettbewerb der Zeitschrift „Ex Novo. Revista d'Història i Humanitats“ (Barcelona). Diese beiden Texte rekonstruieren die letzten Lebenstage des deutschen Schriftstellers Heinrich von Kleist (1777–1811). Über den Einfluss des Spanischen Unabhängigkeitskrieges gegen Napoleon auf Kleist hat Solano Rodríguez auch einen geschichtswissenschaftlichen Aufsatz veröffentlicht.
2019 gewann ihr Roman Isla del Rey (Insel des Königs) den Literaturpreis „Avelino Hernández de Novela Juvenil“ in Soria, eine der wichtigsten literarischen Auszeichnungen Spaniens in der Kategorie Jugendroman.  2021 erhielt sie für ihren Roman „Viento por los caminos“ („Wind auf den Wegen“) den Juan-Valera-Preis in Cabra. 2023 zählte sie unter 206 Bewerbern zu den zehn Finalisten des "Premio Azorín", einer der bedeutendsten Literaturauszeichnungen Spaniens (45 000 Euro).
Remedios Solano Rodríguez hat außer ihren Romanen auch eine Reihe von Erzählungen veröffentlicht sowie die Geschichtensammlung „Ausencias“.

### Geschichtswissenschaftliches Werk
In ihrer Dissertation analysiert sie den Einfluss des Spanischen Unabhängigkeitskrieges gegen Napoleon auf die Presse und Propaganda in Preußen von 1808 bis 1815. Sie hat auch eine Reihe von Fachaufsätzen über die Beziehungen zwischen Spanien und Deutschland im ersten Viertel des 19. Jahrhunderts geschrieben.
Zusammen mit der Madrider Dozentin Ingrid Cárceres Würsig (* 1967) hat sie zwei geschichts- und literaturwissenschaftliche Bücher veröffentlicht: 2015 „Valiente Hispania: Poesía alemana de la Guerra de la Independencia, 1808-1814“ („Spanische Tapferkeit: Deutsche Poesie zum [spanischen] Unabhängigkeitskrieg 1808-1814“) und 2020 „Reyes y Pueblos: Poesía alemana del Trienio Liberal (1820-1823)“ („Könige und Völker: Deutsche Poesie zum [spanischen] Liberalen Triennium“). Seit 2010 gehört sie der Historikergruppe „ole5.grupos.uniovi.es“ unter der Leitung von Agustín Coletes Blanco an der Universität Oviedo in Spanien an.